# 可動人偶

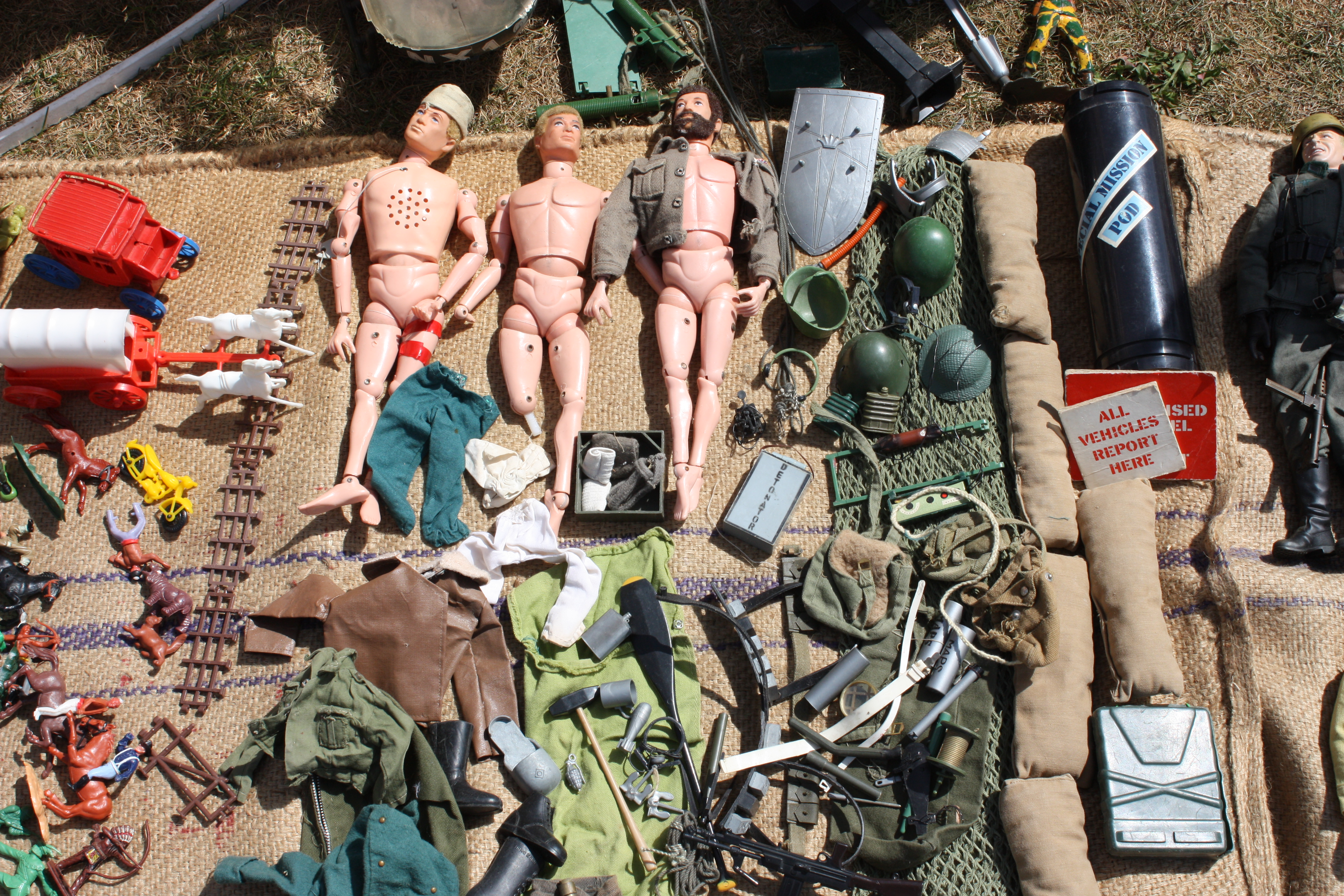
許多的可動人偶和配件

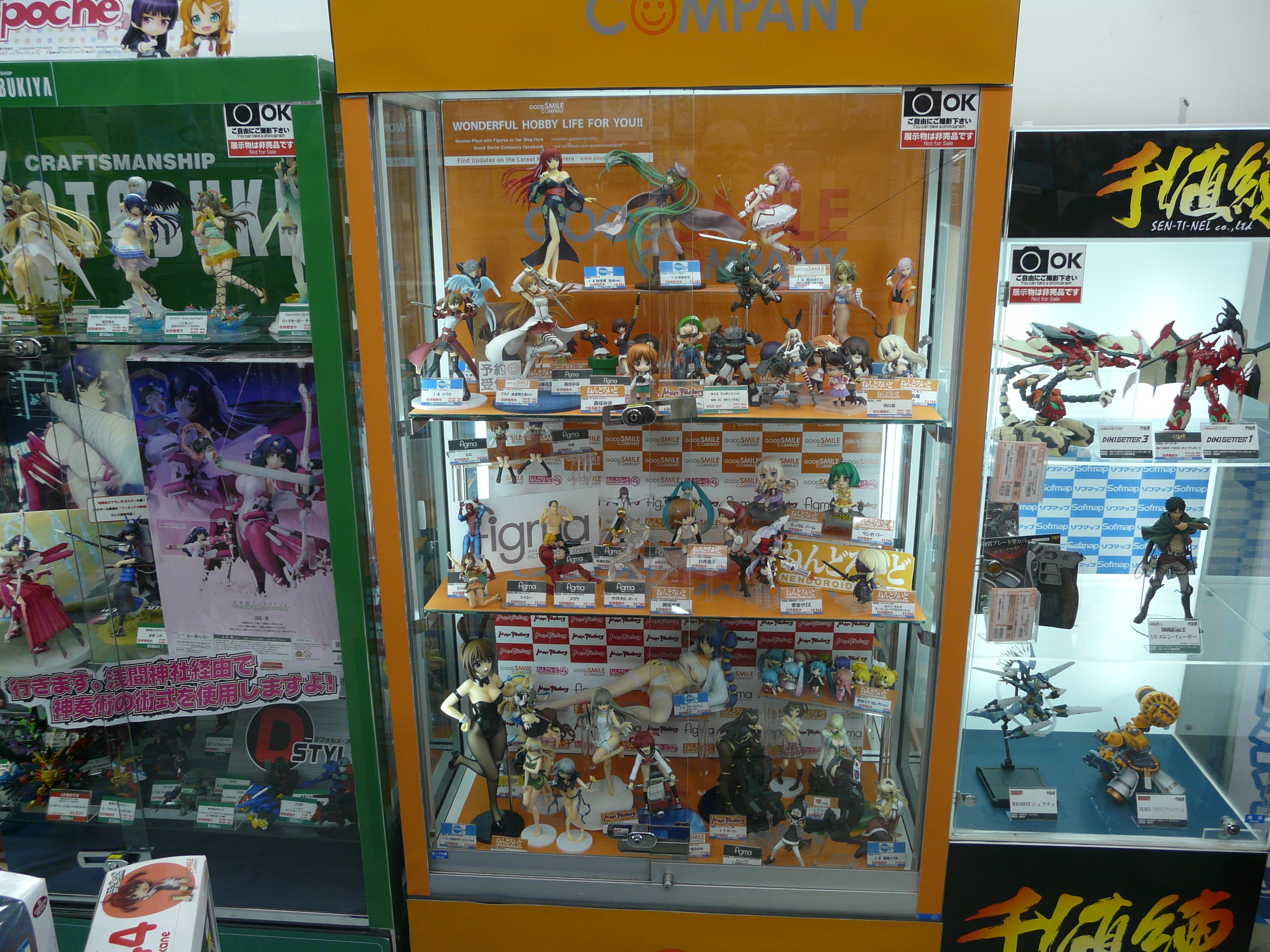
日本動漫可動人偶的典型展示法

可動人偶（英語：Action figure）或稱作可動式人物模型，是一種手腳可動的人型玩偶，大多由塑膠或其他材料製作而成，且經常根據電影、漫畫、軍事、電子遊戲、歷史或電視劇中的角色來設計。這些人偶多半銷售給小男孩及成人收藏家。
根據瑞典的一項研究指出，傳統男性特徵的可動人偶的客群主要針對男孩。雖然該物最常見的是當作兒童玩具來銷售，但可動人偶也獲得了成人收藏家的廣大認可。對於成人收藏家而言，可動人偶能在假設僅被買來收藏而非把玩的情況下生產和設計。

## 另見
- Toy Biz訴美國案（英语：Toy Biz, Inc. v. United States）：該裁決認定，Toy Biz的可動人偶是玩具而非玩偶（因其為「非人類生物」）[2]。該決定有效地將其關稅稅率從12%降至6.8%[3]。
- figma，由Max Factory製作的一系列精細可動人偶。